# Loxia
Loxia Linnaeus, 1758 è un genere di uccelli passeriformi della famiglia dei Fringillidi

## Etimologia
Il nome scientifico del genere, Loxia, deriva dal greco λοξος (loxos, "storto" o "obliquo"), in riferimento alla forma del becco: quest'ultima frutta alle specie ascritte al genere anche il nome comune di crocieri, con il quale sono collettivamente conosciute.

## Descrizione

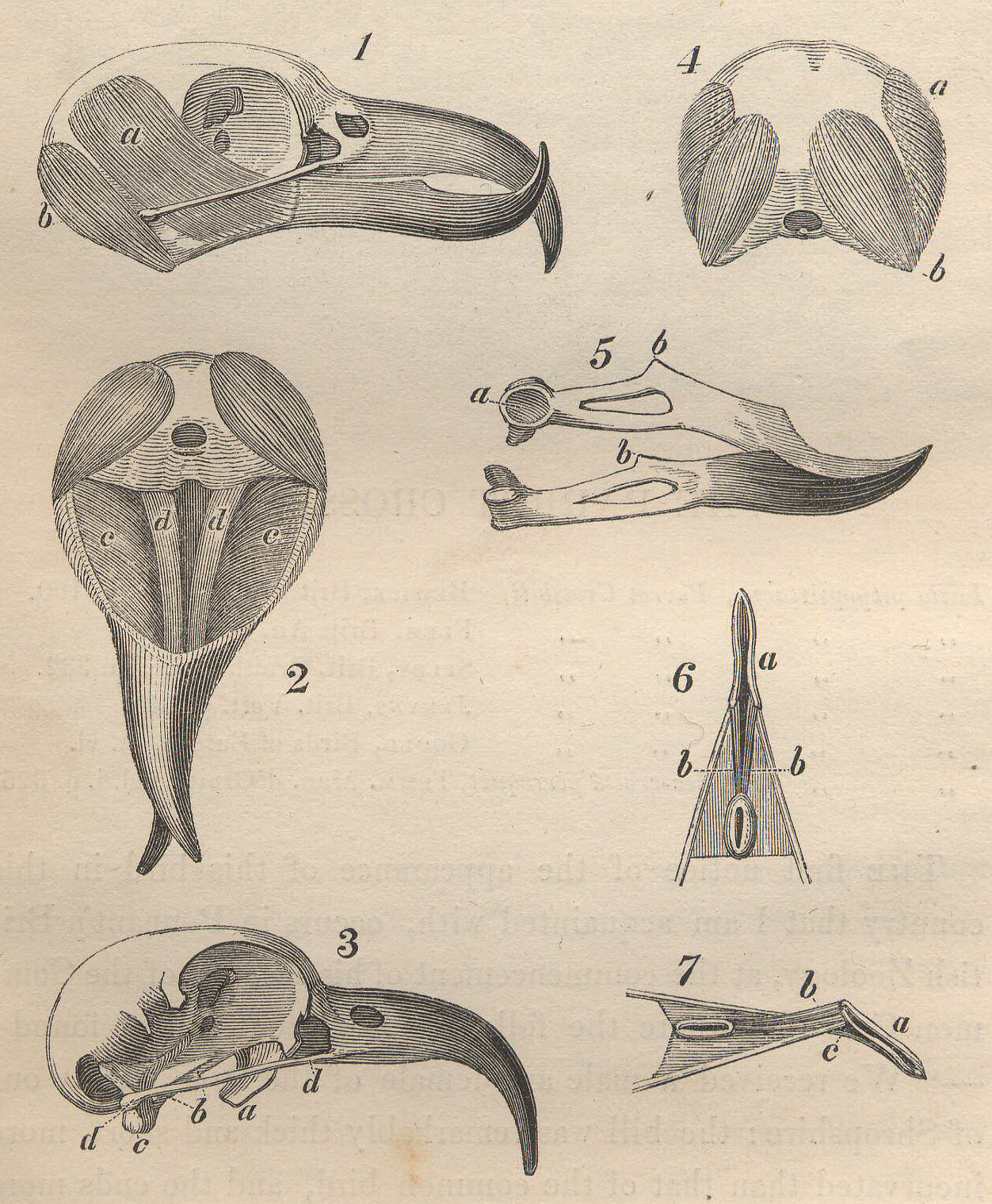
Anatomia del cranio di un crociere.

Al genere vengono ascritte specie di dimensioni piccole in assoluto, ma fra le maggiori nell'ambito della famiglia dei fringillidi, le quali vanno dai 14-15 cm del crociere di Hispaniola e delle sottospecie più piccole del crociere comune ai 18-20 cm delle sottospecie più grandi di quest'ultimo e del crociere delle pinete.
L'aspetto è massiccio, con grossa testa, ali appuntite e coda dalla punta lievissimamente forcuta. In tutte le specie il piumaggio tende al rosso con ali e coda nere, presentando dimorfismo sessuale in quanto le femmine presentano livrea più scialba.

La caratteristica saliente di questi uccelli è sicuramente il becco uncinato e incrociato, con la parte inferiore che tende in alto e la parte superiore che tende in basso: la frequenza con la quale la mascella è inclinata verso destra e la mandibola verso sinistra e viceversa è di circa 1:1, tuttavia non si è ancora riusciti a capire i processi alla base della direzione d'incrocio del becco.

## Biologia

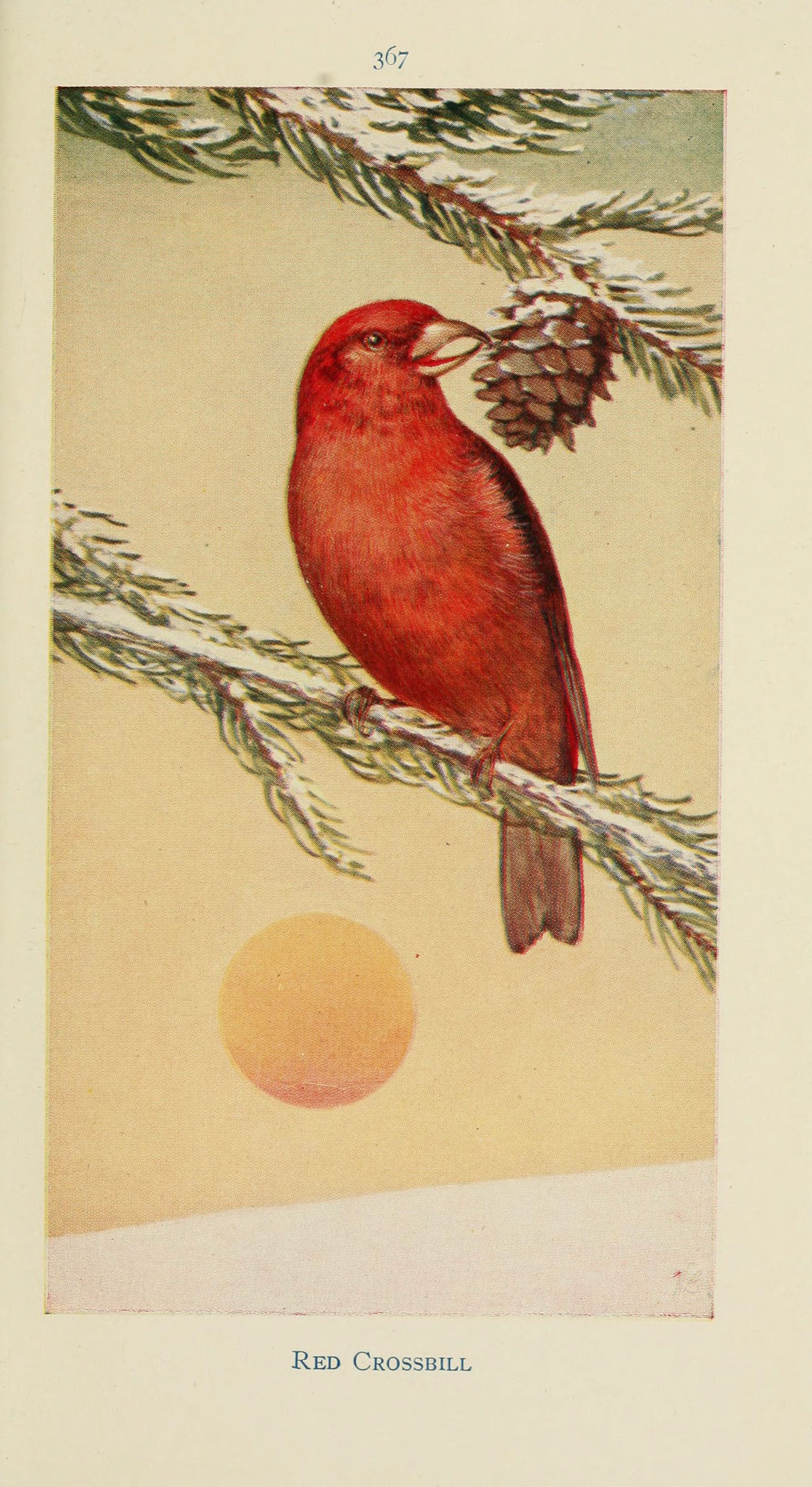
Illustrazione di esemplare intento a nutrirsi.

Si tratta di uccelli diurni, pacifici e piuttosto timidi, che vivono perlopiù in coppie durante la stagione degli amori, mentre all'infuori di essa si riuniscono in piccoli stormi, muovendosi con discrezione fra i rami degli alberi, nascondendosi fra la vegetazione al minimo segnale di disturbo.
La loro dieta è estremamente specializzata, essendo costituita quasi esclusivamente da pinoli: attraverso il becco appositamente conformato, infatti, i crocieri sono in grado di divaricare agevolmente le scaglie delle pigne al fine di estrarne il seme con la lingua, per poi romperne il guscio e nutrirsene. Durante la ricerca e l'estrazione del cibo, spesso i crocieri rimangono appesi a testa in giù o in verticale sui rami, comportandosi in maniera affine ai pappagalli.
La riproduzione avviene temporalmente molto presto rispetto alle altre specie di fringillidi, solitamente verso la fine dell'inverno, compatibilmente con la disponibilità di cibo: si tratta di uccelli monogami, le cui coppie rimangono assieme per la vita: le femmine costruiscono il nido e covano da sole, per poi essere coadiuvate dai maschi (che comunque le imbeccano durante tutto l'evento riproduttivo) nell'allevamento dalla prole.

## Distribuzione e habitat
Le varie specie di crociere hanno diffusione olartica: mentre il crociere comune e il crociere fasciato popolano ampie porzioni di Eurasia e Nord America, il crociere delle pinete è diffuso solo in Nord Europa e nel nord della Russia europea, mentre il crociere scozzese e quello di Hispaniola sono confinati rispettivamente alle Highland scozzesi ed all'omonima isola nelle Grandi Antille.
L'habitat dei crocieri è legato alla loro dieta, comprendendo le pinete, con ciascuna specie di crociere legata a una specie di conifere: mentre il crociere comune si dimostra piuttosto adattabile e popola indifferentemente le pinete a base di pino, peccio o abete di Douglas, il crociere scozzese e quello delle pinete popolano i boschi di pino silvestre, col primo che si trova anche nelle zone a larice, frequentate anche dal crociere fasciato che si trova anche nelle zone a tsuga, mentre il crociere di Hispaniola è legato al pino di Hispaniola.

## Tassonomia
Al genere vengono ascritte sei specie:
- Loxia pytyopsittacus Borkhausen, 1793 - crociere delle pinete
- Loxia scotica Hartert, 1904 - crociere scozzese
- Loxia curvirostra Linnaeus, 1758 - crociere comune
- Loxia sinesciuris Benkman, 2009 - crociere dell'Idaho
- Loxia leucoptera Gmelin, 1789 - crociere fasciato
- Loxia megaplaga Riley, 1916 - crociere di Hispaniola

Ne è nota inoltre una specie fossile, Loxia patevi del tardo Pleistocene.
La tassonomia in seno al genere è piuttosto difficoltosa, con le specie separate fra loro solo da piccole differenze di carattere fenetico e diversi problemi di classificazione laddove due o più specie o sottospecie sovrappongono il proprio areale (come ad esempio in Scozia). In Nord America, osservazioni sul campo hanno dimostrato che sono presenti almeno otto popolazioni distinte di crociere fasciato, che difficilmente si ibridano fra loro e sono adattate a trarre il nutrimento da diversi tipi di conifera (criterio questo fra quelli utilizzati per differenziare fra loro le varie specie): osservazioni del genere effettuate in Eurasia hanno dimostrato una complessità forse addirittura maggiore, con alcune sottospecie che presentano fra loro più differenze di quante non ne presentino con altre specie affini. Tuttavia, tali dati non sono stati supportati dai risultati delle analisi del DNA, che hanno dato scarse differenze a livello genetico fra le varie specie e popolazioni: si pensa dunque che le differenze morfologiche e comportamentali fra le varie popolazioni simpatriche servano a mantenere una certa plasticità della popolazione globale, necessaria per non renderla eccessivamente vulnerabile ad eventuali oscillazioni della reperibilità di cibo, che si sono spesso rivelate fatali per altre specie molto specializzate nell'alimentazione.
Le analisi del DNA mitocondriale hanno inoltre appurato una stretta parentela dei crocieri coi fanelli e soprattutto con gli organetti, coi quali essi vanno a formare un clade in seno ai carduelini, con l'ultimo antenato comune che è vissuto circa otto milioni di anni fa, durante il Tortoniano: secondo alcuni autori, il genere Loxia sarebbe abbastanza affine a Carduelis da poterne ipotizzare una fusione, nella quale Loxia avrebbe la priorità nella denominazione essendo stato descritto scientificamente prima.

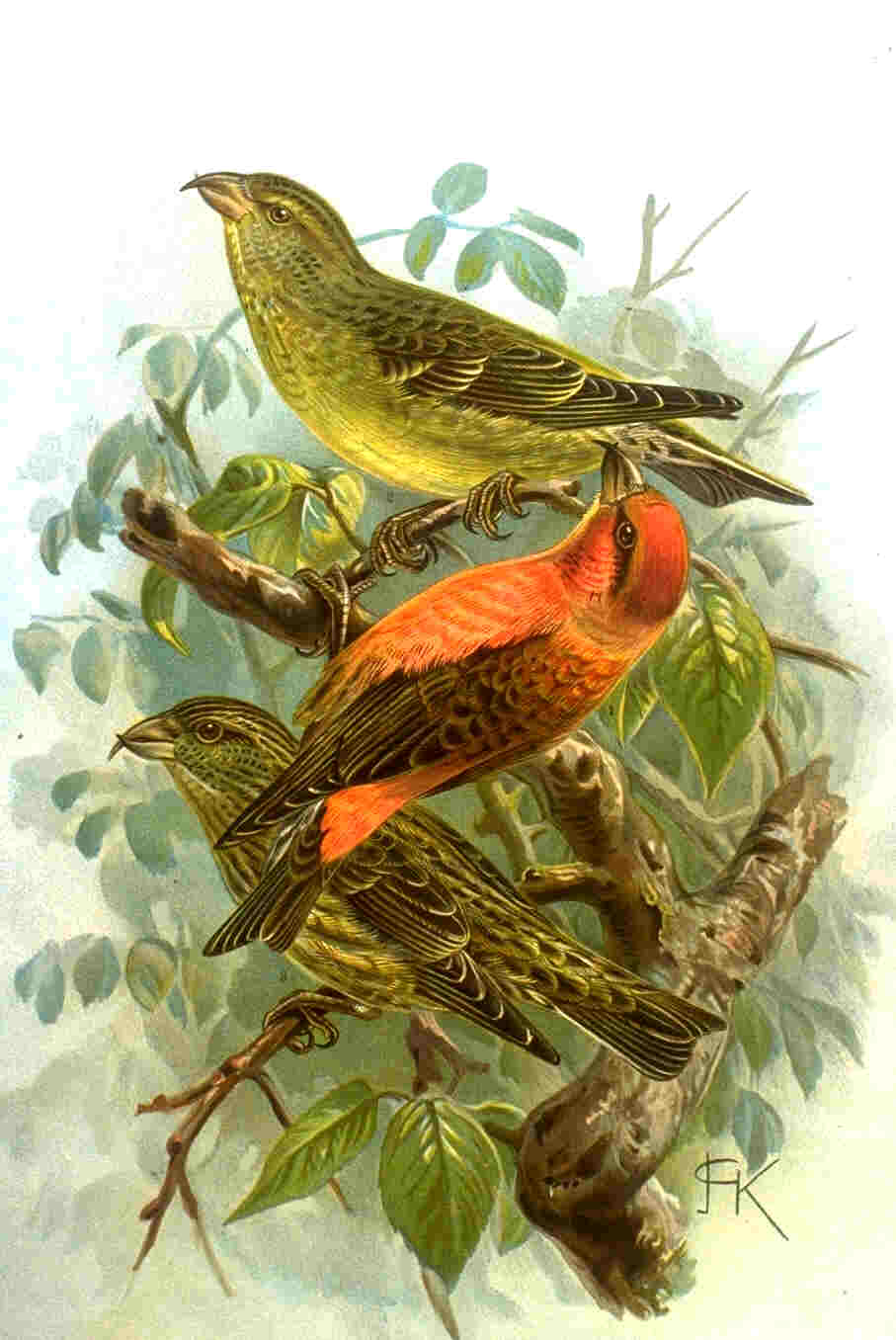
L. curvirostra
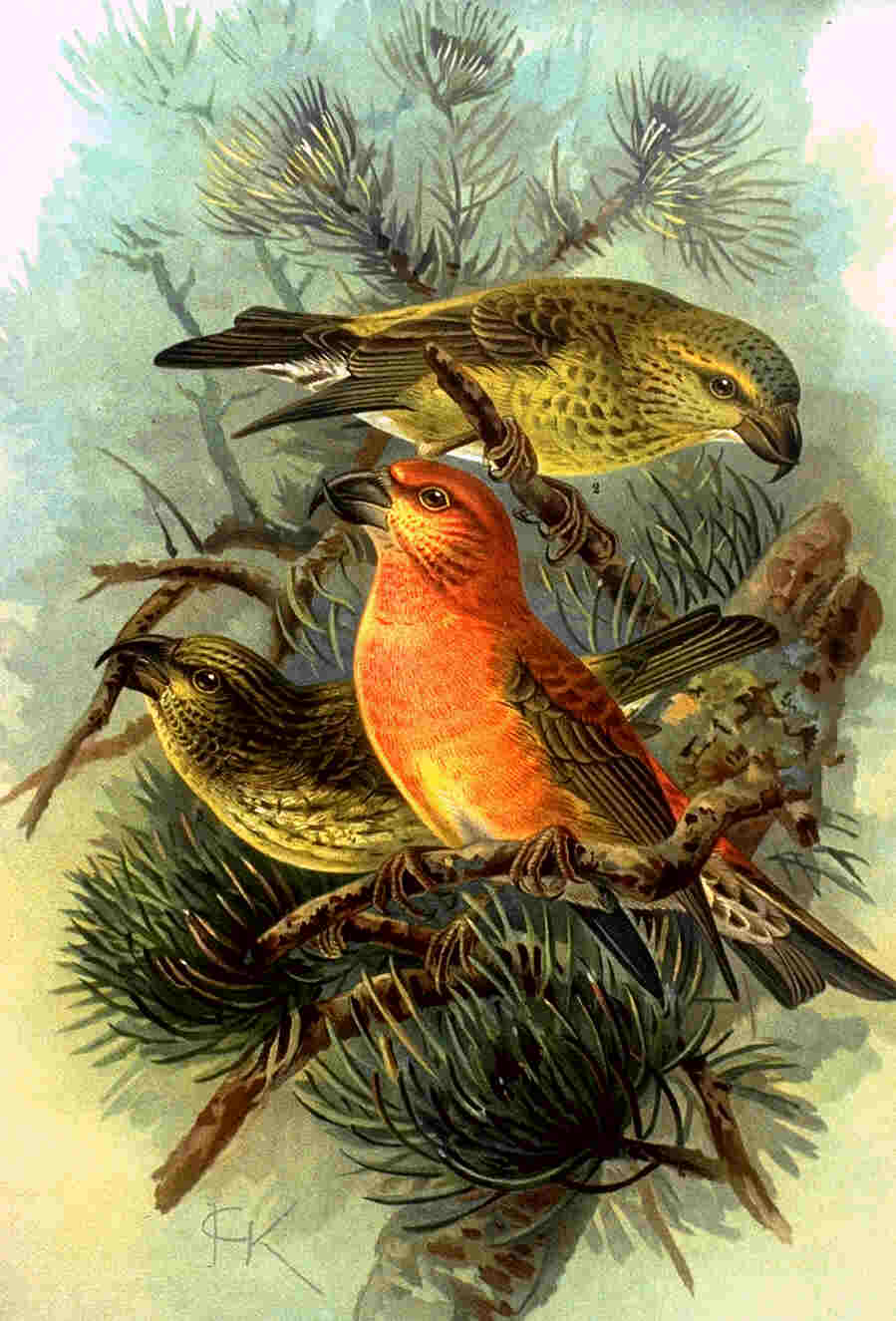
L. pytyopsittacus
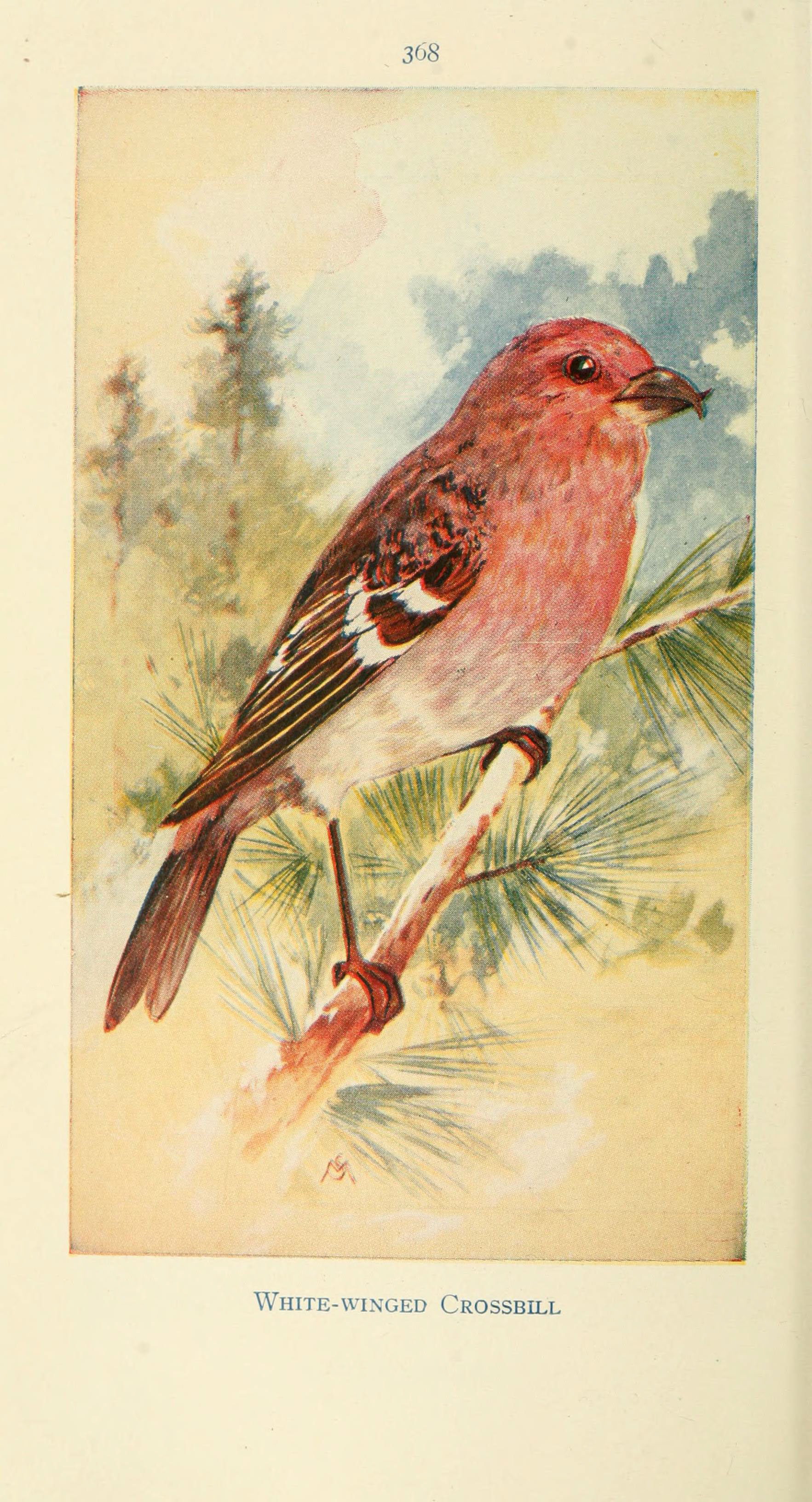
L. leucoptera